# Spangol – Magamat sem értem!
A Spangol – Magamat sem értem! (eredeti címe: Spanglish) 2004-es amerikai romantikus dramedy, amelyet James L. Brooks rendezett. A főszerepben Adam Sandler, Téa Leoni, Paz Vega és Cloris Leachman látható. Amerikában 2004. december 17.-én jelent meg. A pénztáraknál bukásnak számított, 55 millió dolláros bevételt hozott a 80 millió dolláros költségvetéssel szemben. A kritikusoktól vegyes kritikákat kapott.

## Rövid történet
Egy fiatalasszony és lánya kivándorol a jobb élet reményében Mexikóból Amerikába, ahol egy olyan családnál kezdenek el dolgozni, ahol a családfő egy ünnepelt szakács. Az asszony csak spanyolul ért.

## Szereplők
| Szerep                      | Színész             | Szinkronhang    |
| --------------------------- | ------------------- | --------------- |
| John Clasky                 | Adam Sandler        | Csőre Gábor     |
| Deborah Clasky              | Téa Leoni           | Major Melinda   |
| Flor Moreno                 | Paz Vega            | Németh Kriszta  |
| Evelyn Wright               | Cloris Leachman     | Földi Teri      |
| Cristina Moreno             | Shelbie Bruce       | Csuha Borbála   |
| Bernice "Bernie" Clasky     | Sarah Steele        | Tamási Nikolett |
| George "Georgie" Clasky     | Ian Hyland          | Czető Ádám      |
| Cristina Moreno 6 évesen    | Victoria Luna       |                 |
| Monica, Flor unokanővére    | Cecilia Suárez      | Németh Borbála  |
| Flor férje                  | Ricardo Molina      |                 |
| Luz                         | Brenda Canela       |                 |
| 14 éves fiú                 | Eddy Martin         |                 |
| Hosztesz az étteremben      | Nicole Nieth        |                 |
| Üzletember                  | Jamie Kaler         |                 |
| Üzletember                  | James Lancaster     |                 |
| Pietro, John segédje        | Phil Rosenthal      | Koncz István    |
| Gwen, John segédje          | Angela Goethals     | Pap Katalin     |
| Victor, a főúr              | Sean Smith          | Rosta Sándor    |
| Alex                        | Jonathan Hernandez  |                 |
| Mike, az ingatlanügynök     | Thomas Haden Church | Holl Nándor     |
| Manuel, latin férfi         | Freddy Soto         | Kapácsy Miklós  |
| Yuppie lány                 | Wendy Braun         |                 |
| Yuppie lány                 | Nichole Hiltz       |                 |
| Rabid Sports rajongó        | Eric Schaeffer      |                 |
| Narrátor - Cristina idősen  | Aimee Garcia        | Csuha Borbála   |
| Arlene, az iskolaigazgatónő | Jean Gaskill        |                 |

## Háttér
Vega nem beszélt angolul, amikor a forgatás megkezdődött, így egy tolmácsot hívtak, hogy Vega kommunikálni tudjon a rendezővel.
Leachman Anne Bancroftot váltotta le, aki négy hét után kilépett a forgatásról, betegség miatt.

## Fogadtatás
A Rotten Tomatoes honlapján 53%-ot ért el, és 6 pontot szerzett a tízből. A Vega és Sandler közötti kapcsolatot megragadónak találták, ugyanakkor maga a film olyan kritikákat kapott, mint "egyenetlen", "kínos" és a "mellékszereplők sokkal jobbat érdemeltek volna, főleg Cloris Leachman".